# Jonathan Castillo
Jonathan Castillo (Florencio Varela, Buenos Aires, Argentina; 5 de enero de 1993) es un futbolista argentino nacionalido mexicano. Juega de defensor y actualmente se desempeña en Tigres de México de la Primera División Mexicana.

## Clubes
| Club                          | País      | Año                                              |
| ----------------------------- | --------- | ------------------------------------------------ |
| Boca Juniors                  | Argentina | 2013 - 2014                                      |
| Defensa y Justicia (cedido)   | Argentina | 2013 - 2014                                      |
| Racing Club de Avellaneda     | Argentina | 2014 - 2015                                      |
| Atlético Nacional de Medellín | Colombia  | 2016                                             |
| Rosario Central               | Argentina | 2016 - 2017                                      |
| Racing Club de Avellaneda     | Argentina | 2017 - 2018                                      |
| Atlas                         | México    | 2018 - 2022                                      |
| Tigres                        | México    | 2022 - [[2024 Barcela de España 2025- Actualidad |